# San Pedro de Opoco
Opoco (auch: San Pedro de Opoco) ist eine Ortschaft im Departamento Potosí im südamerikanischen Anden-Staat Bolivien.  

## Lage im Nahraum
Opoco ist zentraler Ort des Kanton Opoco im Municipio Tomave in der Provinz Antonio Quijarro. Die Ortschaft liegt auf einer Höhe von 3864 m am Hang des Cerro Copajata, einem Inselberg am Río Mulato in der Cordillera de los Frailes.

## Geographie
Opoco liegt auf dem bolivianischen Altiplano zwischen der Cordillera Occidental im Westen und der Cordillera Central im Osten. Das Klima der Region ist arid und durch ein typisches Tageszeitenklima charakterisiert.
Die mittlere Durchschnittstemperatur der Region liegt bei knapp 9 °C (siehe Klimadiagramm Pampa Aullagas) und schwankt nur unwesentlich zwischen 5 °C im Juni und Juli und 11 °C von November bis März. Der Jahresniederschlag beträgt rund 300 mm, bei einer ausgeprägten Trockenzeit von April bis Oktober mit Monatsniederschlägen unter 10 mm, und nur wenigen Monaten mit ausreichender Feuchtigkeit, der niederschlagsreichste Monat ist der Januar mit knapp über 70 mm Monatsniederschlag.

## Verkehrsnetz
Opoco liegt in einer Entfernung von 315 Straßenkilometern nordwestlich von Potosí, der Hauptstadt des Departamento.
Von Potosí aus führt die Nationalstraße Ruta 1 nach Nordwesten über Tarapaya, Yocalla und Ventilla und erreicht nach 203 Kilometern die Stadt Challapata. Von hier aus führt die Ruta 30 in südlicher Richtung über Santiago de Huari und Sevaruyo Richtung Uyuni am  gleichnamigen Salzsee Salar de Uyuni und erreicht nach weiteren 102 Kilometern die Ortschaft Río Mulato.
Río Mulato ist auch Bahnstation einer Bahnlinie, die von Oruro über Uyuni bis nach Villazón an der argentinischen Grenze führt und viermal wöchentlich einen Anschluss durch die Bahngesellschaft Empresa Ferroviaria Andina bietet. Früher war Río Mulato auch Endpunkt einer Bahnlinie, die von Potosí nach Río Mulato führte und mit der Bahnstation Cóndor Estación auf 4.786 m Höhe bis zum Jahr 2006 die zweithöchste Bahnstation der Erde aufwies, nach Ticlio in Peru; die Bahnlinie Potosí-Río Mulato ist heute stillgelegt.
Von Río Mulato aus führt eine unbefestigte Landstraße in südöstlicher Richtung zum Cerro Copajata und erreicht nach zehn Kilometern Opoco.

## Bevölkerung
Die Einwohnerzahl der Ortschaft ist in den vergangenen beiden Jahrzehnten auf etwa das Dreifache angestiegen:
| Jahr | Einwohner | Quelle       |
| ---- | --------- | ------------ |
| 1992 | 37        | Volkszählung |
| 2001 | 148       | Volkszählung |
| 2012 | 115       | Volkszählung |
| 2024 |           | Volkszählung |

Die Region weist einen hohen Anteil an Quechua-Bevölkerung auf, im Municipio Tomave sprechen 92,0 Prozent der Bevölkerung die Quechua-Sprache.